# Jules Levecq
Jules Levecq (Wihéries, 19 juni 1904 - 10 juli 1994) was een Belgisch politicus voor de PCB.

## Levensloop
Levecq was metaalbewerker. Vanaf 1936 en tot in 1944 was hij provincieraadslid voor Henegouwen.
Op 20 september 1944 volgde hij de in 1941 overleden Georges Cordier op als volksvertegenwoordiger voor het arrondissement Bergen en vervulde dit mandaat tot in 1946. Vervolgens was hij van februari 1946 tot in 1949 was hij senator voor het arrondissement Bergen en van augustus 1949 tot 1950 was hij provinciaal senator voor Henegouwen.